# Sentilly
Sentilly település Franciaországban, Orne megyében. Lakosainak száma 129 fő (2018. január 1.). Sentilly Commeaux, Montgaroult, Moulins-sur-Orne, Occagnes és Ri községekkel határos.

## Népesség
A település népessége az elmúlt években az alábbi módon változott:
| Lakosok száma | 127  | 125  | 129  | 129  |
|               | 2013 | 2015 | 2017 | 2018 |